# Bruno Chevalier
Pour les articles homonymes, voir Chevalier.
Bruno Chevalier, né le 2 mai 1961 à Paris et mort le 19 avril 2024 dans la même ville, est un scénariste de bande dessinée.

## Biographie
Bruno Chevalier naît le 2 mai 1961 à Paris. En 1986, il crée avec le dessinateur Thierry Ségur le personnage de Kroc le Bô pour un comic strip de fantasy parodiant l'univers du jeu de rôle sur table Donjons et Dragons dans la revue de jeux de rôle Casus Belli. Grâce à ce travail, il est remarqué par les éditions Delcourt alors récemment créées,. 
Bruno Chevalier scénarise alors la bande dessinée Légendes des Contrées Oubliées, toujours avec Thierry Ségur. La trilogie paraît chez Delcourt entre 1987 et 1992. Légendes des Contrées oubliées est le premier grand succès de l'heroic fantasy en France et, jointe au succès de la BD de science-fiction Aquablue, contribue à lancer l'éditeur Delcourt. Les séries de fantasy dans la bande dessinée française se comptent alors sur les doigts d'une seule main, avec La Quête de l'Oiseau du temps (dont le premier cycle paraît de 1983 à 1987) et un peu plus tard les Chroniques de la Lune noire (à partir de 1989). Légendes des Contrées oubliées utilise un dessin en couleur directe, là où la plupart des bandes dessinées de l'époque utilisent des "bleus" pour dessiner le dessin en noir et blanc avant l'étape de la mise en couleurs. La bande dessinée fait l'objet d'une adaptation en jeu de rôle sur table conçue par G.E.Ranne et Stéphane Bura sur les indications de Buno Chevalier et également parue chez Delcourt sous le titre Légendes des Contrées oubliées, l'Encyclopédie — Jeu de rôles en 1995,. 
Par la suite, Bruno Chevalier abandonne la bande dessinée. Cette parution unique fait que le site ActuaBD qualifie Bruno Chevalier de « météore de la BD française ». Une suite aux Légendes des Contrées oubliées, écrite et dessinée par Thierry Ségur avec Étienne Le Roux comme co-scénariste, est en projet pendant plusieurs années, mais Ségur finit par y renoncer, insatisfait de ses idées ; une seule planche est dessinée.
Bruno Chevalier meurt le 19 avril 2024 à l'âge de 62 ans.

## Publications
- Kroc le Bô, Delcourt, 1990
Scénario : Bruno Chevalier - Dessin et couleurs : Thierry Ségur

- Légendes des Contrées oubliées. Encyclopédie — Jeu de rôles, G.E.Ranne et Stéphane Bura sur les indications de Bruno Chevalier, dessins de Thierry Ségur, Delcourt, 1995